# Dipturus lemprieri
Dipturus lemprieri es una especie de pez de la familia de los Rajidae en el orden de los Rajiformes.

## Morfología
Los machos pueden llegar a alcanzar los 52 cm de longitud total.

## Reproducción
Es ovíparo y las hembras ponen huevos envueltos en una cápsula córnea.

## Hábitat
Es un pez de mar y de Clima templado (35 ° S-45 ° S) y demersal que vive entre 0-170 m de profundidad.

## Distribución geográfica
Es un endemismo de Australia.

## Observaciones
Es inofensivo para los humanos. 